# Сотьма (село)
Сотьма — село в Гаврилов-Ямском районе Ярославской области России. Входит в состав Шопшинского сельского округа Шопшинского сельского поселения.

## География
Село находится в юго-восточной части области, в зоне хвойно-широколиственных лесов, на правом берегу реки Шопши, к западу от автодороги 78К-0024, на расстоянии примерно 19 километров (по прямой) к северо-западу от города Гаврилов-Ям, административного центра района. Абсолютная высота — 162 метра над уровнем моря.

### Климат
Климат характеризуется как умеренно континентальный, с умеренно холодной зимой и относительно тёплым летом. Среднегодовая температура воздуха — 3 — 3,5 °C. Средняя температура воздуха самого холодного месяца (января) — −13,3 °C; самого тёплого месяца (июля) — 18 °C. Вегетационный период длится около 165—170 дней. Годовое количество атмосферных осадков составляет 500—600 мм, из которых большая часть выпадает в тёплый период.

### Часовой пояс
Сотьма, как и вся Ярославская область, находится в часовой зоне МСК (московское время). Смещение применяемого времени относительно UTC составляет +3:00.

## История
Первое упоминание о церкви имеется в жалованной грамоте от 1647 года окт. 28-го Царя Алексея Михайловича церковникам погоста Воскресенского, что на р. Сотьме. В 1729 году в Сотьме была построена деревянная церковь. Каменная пятиглавая церковь во имя Воскресения Христова и преп. Сергия построена в 1814 году. Престолов было два: в настоящей, холодной - во имя Воскресения Христова; в зимней, теплом приделе - во имя Святителя Сергия Радонежского.
В конце XIX — начале XX века село входило в состав Шопшинской волости Ярославского уезда Ярославской губернии.
С 1929 года село входило в состав Коромысловского сельсовета Гаврилов-Ямского района, с 1954 года — в составе Шопшинского сельсовета, с 2005 года — в составе Шопшинского сельского поселения.

## Население
| 1859 | 1914 | 2007 | 2010 |
| ---- | ---- | ---- | ---- |
| 36   | ↗74  | ↘1   | ↘0   |

## Достопримечательности
В селе расположена недействующая Церковь Воскресения Христова (1814).